# Darryl Scheelar
Darryl Scheelar, född 6 augusti 1963 i Surrey i British Columbia, är en kanadensisk stuntman och skådespelare. Scheelar är känd som stuntman i filmer såsom Watchmen, I, Robot och X-Men: Days of Future Past. Scheelar är en skolad akrobat och var med i det kanadensiska landslaget i sex år.

## Filmografi (i urval)
- Mr. Magoo (1997)
- Freddy Got Fingered (2001)
- I, Robot (2004)
- X-Men: The Last Stand (2006)
- Watchmen (2009)
- Man of Steel (2013)
- X-Men: Days of Future Past (2014)
- Deadpool (2016)
- Ginny and Georgia (serie, 2021)